# Седлев
Седлев (пол. Siedlew) — село в Польщі, у гміні Дашина Ленчицького повіту Лодзинського воєводства.
Населення — 38 осіб (2011).
У 1975-1998 роках село належало до Плоцького воєводства.

## Демографія
Демографічна структура станом на 31 березня 2011 року:
|          | Загалом | Допрацездатний вік | Працездатний вік | Постпрацездатний вік |
| -------- | ------- | ------------------ | ---------------- | -------------------- |
| Чоловіки | 22      | 2                  | 19               | 1                    |
| Жінки    | 16      | 5                  | 8                | 3                    |
| Разом    | 38      | 7                  | 27               | 4                    |